# Il mio amico Arnold
(Il tormentone di Arnold)
Il mio amico Arnold (Diff'rent Strokes) è una serie televisiva statunitense trasmessa originariamente dal 3 novembre 1978 al 4 maggio 1985 sulla NBC e dal 27 settembre 1985 al 7 marzo 1986 sulla ABC. È stata ideata da Bernie Kukoff e Jeff Harris e prodotta dalla Tandem Productions.
In Italia è andata in onda a partire dal 1980 su televisioni private locali con il titolo Harlem contro Manhattan e successivamente a livello nazionale su Canale 5 e Italia 1. Le repliche sono state trasmesse su Fox Retro e su altri canali del digitale terrestre.
Dalla serie è nata la celebre sitcom L'albero delle mele, spin-off che vede protagonista Charlotte Rae nel ruolo della signora Edna Garrett.

## Trama
La serie narra le storie di due fratelli afroamericani, Arnold e Willis Jackson, rispettivamente di 8 e 13 anni, i quali vengono adottati da un ricco uomo d'affari, Philip Drummond, abbandonando così la miseria di Harlem e approdando alla zona ricca di Manhattan. Questa era stata infatti l'ultima volontà della madre dei due bambini, precedente governante del signor Drummond, poco prima di morire. Su questo filone si alterneranno negli anni diverse situazioni, sia comiche sia drammatiche, rendendo questa serie un successo a livello internazionale per vari anni. Arnold e Willis vengono adottati legalmente dopo circa un anno, in un drammatico episodio speciale in due parti. Da questo momento il signor Drummond diventa ufficialmente loro padre. Altri personaggi degni di nota sono la figlia biologica di Drummond, Kimberly, e la nuova governante, Edna Garrett. Con il passare dei mesi la signora Garrett va via per lavorare alla scuola di Kimberly e viene sostituita prima da Adelaide Brubaker e poi da Pearl Gallagher. Tempo dopo il signor Drummond sposa Maggie McKinney, un'insegnante di aerobica con un figlio piccolo Sam, mentre Kimberly si trasferisce a Parigi per studiare.

## Cast
- Conrad Bain ... Philip Drummond (1978 - 1986, 189 episodi)
- Gary Coleman ... Arnold Jackson (1978 - 1986, 184 episodi)
- Todd Bridges ... Willis Jackson (1978 - 1986, 169 episodi)
- Dana Plato ... Kimberly Drummond (1978 - 1984/1984 - 1986, 146 episodi)
- Charlotte Rae ... Edna Garrett (1978 - 1979/1984, 33 episodi)
- Nedra Volz ... Adelaide Brubaker (1980 - 1982/1984, 24 episodi)
- Mary Jo Catlett ... Pearl Gallagher (1982 - 1986, 62 episodi)
- Dixie Carter ... Maggie McKinney (1984 - 1985, 28 episodi)
- Mary Ann Mobley ... Maggie McKinney (1985 - 1986, 9 episodi)
- Danny Cooksey ... Sam McKinney (1984 - 1986, 50 episodi)

Conrad Bain è l'unico attore ad apparire in tutti gli episodi.

### Personaggi ricorrenti
Nel corso degli anni sono stati introdotti diversi personaggi secondari. La zia Sophia (Dody Goodman), l'eccentrica sorella del signor Drummond, è spesso apparsa tra la terza e la quarta stagione. Dudley Ramsey (Shavar Ross) è il migliore amico di Arnold e compare di frequente con Robbie Jayson (Steven Mond), Lisa Hayes (Nikki Swasey) e Ricky (Bobby Jacoby). Janet Jackson ha ricoperto il ruolo della fidanzata di Willis, Charlene Duprey, dalla terza alla sesta stagione. Vernon (Anthony Thompkins) e Charles (Tony Williams) sono i vecchi amici di Harlem di Willis. Altri personaggi apparsi in più episodi sono Ted Ramsey (Le Tari), il padre adottivo di Dudley, Tom Bishop (Robert Rockwell), l'avvocato del signor Drummond, Michelle (Dana Kimmell), la migliore amica di Kimberly e la signorina Chung (Rosalind Chao), l'insegnante di Arnold e dei suoi amici. Kathy Gordon (Melanie Watson), una ragazza costretta su una sedia a rotelle, è apparsa diverse volte insieme alla madre, Dorothy (Joan Welles). Nella settima stagione arrivano in scena Wes McKinney (Hoyt Axton), l'ex marito di Maggie e padre di Sam, e Carmella Robinson (Martine Allard), una vicina italiana dei Drummond. Con il trasferimento alla ABC viene introdotto un altro compagno di Arnold, Charlie (Jason Hervey). Un personaggio spesso menzionato ma mai apparso è Il Gufo, un famigerato bullo della scuola di Arnold introdotto nell'episodio 1x10 Il combattimento e sconfitto definitivamente nella settima stagione. Anche le compagne di scuola di Kimberly, coprotagoniste dello spin-off, sono apparse in alcuni episodi delle prime stagioni.

### Guest stars
Molti attori e attrici sono apparsi in più episodi, ogni volta con una parte diversa. Tra i personaggi famosi apparsi in uno specifico ruolo si segnalano: Irene Tedrow, Elinor Donahue, Dabney Coleman, James Cromwell, Reggie Jackson, James Hong, Grant Wilson, Melora Hardin, Clarence Gilyard, Joey Lawrence, Andrew Dice Clay, Kareem Abdul-Jabbar, Jami Gertz, Milton Berle, John Astin, Ray Bolger, Anne-Marie Johnson, Ron Masak, Forest Whitaker,  e Clarence Clemons. Nel ventiduesimo episodio della prima stagione appare anche una giovanissima Molly Ringwald.

### Cameo
Molte personalità celebri hanno fatto un cameo nella serie, la più nota delle quali è sicuramente Nancy Reagan, moglie dell'allora presidente Ronald Reagan, apparsa per pubblicizzare la sua campagna contro l'abuso di droga, la Just Say No. Altri sono: Meadowlark Lemon, Muhammad Ali, Ed "Too Tall" Jones, Dorothy Hamill, David Hasselhoff, l'automobile KITT, Hervé Villechaize, Lawrence Tureaud (Mr. T), la squadra americana di ginnastica delle Olimpiadi del 1984 e Lance Parrish.

## Episodi
La serie è composta da un totale di 189 episodi divisi in otto stagioni.
| Stagione         | Episodi | Prima TV USA | Prima TV Italia |
| ---------------- | ------- | ------------ | --------------- |
| Prima stagione   | 24      | 1978-1979    | 1980            |
| Seconda stagione | 26      | 1979-1980    | 1980-1981       |
| Terza stagione   | 22      | 1980-1981    | 1981-1982       |
| Quarta stagione  | 26      | 1981-1982    | 1983            |
| Quinta stagione  | 24      | 1982-1983    | 1983-1984       |
| Sesta stagione   | 24      | 1983-1984    | 1985-1986       |
| Settima stagione | 24      | 1984-1985    | 1986-1987       |
| Ottava stagione  | 19      | 1985-1986    | 1987-1988       |

## Ideazione e sviluppo

### Creazione
La serie, la quale inizialmente doveva intitolarsi 45 Minutes from Harlem, è stata originariamente ideata per Conrad Bain, coprotagonista di Maude a cui era stato promesso uno show tutto suo, e per l'attore bambino Gary Coleman, il quale aveva catturato l'interesse dei produttori ed era apparso come guest star in I Jefferson e Good Times. Con l'avanzare dello sviluppo, al cast si sono aggiunti il fratello maggiore del personaggio di Coleman, la figlia del personaggio di Bain e una governante, interpretati rispettivamente da Todd Bridges, Dana Plato e Charlotte Rae. Il titolo alla fine è diventato Diff'rent Strokes, ispirato alla frase "Different strokes for different folks", resa popolare dal pugile Muhammad Ali nel 1966. I primi episodi affrontano tutte le tipiche situazioni di una famiglia ma, con il passare delle stagioni, sono stati trattati anche argomenti più seri come l'abuso di droghe, l'alcolismo, l'autostop e i suoi rischi e la violenza sui minori.

### Stagioni 1-4
La prima stagione tratta principalmente la vita quotidiana dei Drummond. Dana Plato, sebbene appaia nella sigla iniziale, non è presente in tutti gli episodi e viene specificato che il suo personaggio è in collegio per tutta la settimana. Kimberly sarà più presente verso la fine della stagione. Viene citato per la prima volta il misterioso personaggio del Gufo, un bullo della scuola di Arnold menzionato innumerevoli volte e fulcro di numerosi episodi futuri. Charlotte Rae appare in tutti gli episodi ma lascerà il cast durante la seconda stagione per dare vita allo spin-off The Facts of Life (in Italia noto come L'albero delle mele). La NBC, all'epoca in difficoltà, riteneva che uno spin-off avrebbe giovato alla rete e, vista la grande popolarità che il personaggio della signora Garrett stava ottenendo, alla Rae è stata proposta una nuova serie incentrata sulla governante di casa Drummond, ambientata nel collegio femminile dove è iscritta Kimberly. I produttori ritenevano che la Rae avesse la giusta esperienza per mandare avanti uno show tutto suo e che l'assenza della signora Garrett, non essendo un personaggio centrale, non avrebbe intaccato il successo di Arnold. La signora Garrett viene vista per l'ultima volta nei panni della governante nell'episodio 2x13 Il rivale. Dopo la partenza della Rae, Nedra Volz si aggiunge al cast con il ruolo della seconda governante, Adelaide Brubaker. A differenza della signora Garrett, il personaggio di Adelaide non è presente nella sigla iniziale e non appare in tutti gli episodi, scelta probabilmente dovuta al fatto che il contratto di Charlotte Rae prevedeva il suo reintegro in caso di insuccesso dello spin-off. Altri personaggi ricorrenti introdotti tra la seconda e la quarta stagione sono Dudley e Robbie, i migliori amici di Arnold interpretati da Shavar Ross e Steven Mond, la fidanzata di Willis interpretata da Janet Jackson, consigliata da Bridges stesso, e la sorella del signor Drummond di Dody Goodman.

### Stagioni 5-7
A partire dalla quinta stagione Mary Jo Catlett veste i panni di Pearl Gallagher, l'ultima delle tre governanti. Pearl appare in quasi tutti gli episodi fino al termine della serie. La sesta stagione vede un grande stravolgimento. Per combattere un calo degli ascolti sono stati aggiunti nuovi personaggi. Dixie Carter entra nel cast per interpretare Maggie McKinney, nuovo personaggio femminile della serie per la quale il signor Drummond perde la testa. Insieme alla Carter entra in scena anche Danny Cooksey con il ruolo di Sam McKinney, il figlio avuto dalla donna durante il precedente matrimonio. Il signor Drummond ha chiesto a Maggie di sposarsi e questa ha accettato. Diversi personaggi apparsi nelle prime stagioni, tra cui la signora Garrett, Adelaide e la zia Sophia, hanno partecipato alla cerimonia nuziale. Contemporaneamente, Dana Plato ha scoperto di essere incinta e gli autori dello show, credendo non fosse opportuno includere una gravidanza anche per Kimberly Drummond, hanno licenziato l'attrice. Kimberly è stata fatta uscire di scena con la spiegazione che si era trasferita a Parigi per studiare. La Plato non sarà più un membro del cast principale nelle ultime due stagioni ma parteciperà a qualche episodio in qualità di guest star. Con l'inizio della settima stagione, la Carter e Cooksey vengono aggiunti alla sigla iniziale. Dato che Willis era finito in secondo piano da tempo, Arnold riveste il ruolo del fratello maggiore e il duo composto da lui e Sam sarà al centro di molte storie. Todd Bridges faceva ancora parte del cast principale ma si è assentato in diversi episodi. Inoltre, le trame incentrate sulla vita scolastica di Arnold, trattate occasionalmente nelle stagioni precedenti, sono state trattate molto più frequentemente. Gli ascolti non sono migliorati e Dixie Carter ha lasciato la serie alla fine della stagione.

### Stagione 8
Nella primavera del 1985 la NBC ha cancellato la sitcom a causa dei bassi ascolti. La ABC quindi si è fatta avanti per produrre un'ottava stagione. Gary Coleman voleva che non fossero realizzati ulteriori episodi ma è stato persuaso a continuare per un'altra stagione. Mary Ann Mobley ha preso il posto di Dixie Carter per il ruolo di Maggie. La Mobley, la quale in precedenza aveva interpretato un possibile interesse amoroso del signor Drummond nell'episodio della seconda stagione 2x23 Il prediletto della maestra, era in origine una contendente per il ruolo ma non è stata scelta a causa della evidente disparità di età tra lei e Conrad Bain, nonostante fosse più grande di Dixie Carter di qualche mese. I produttori più tardi hanno avuto dei ripensamenti sulla Carter, spesso protagonista di diversi litigi con Coleman sul set e ormai impegnata con Quattro donne in carriera, e hanno deciso di assumere la Mobley. Sono stati attuati diversi cambiamenti per questa stagione. Il set e la sigla iniziale sono stati rinnovati e Arnold ora è uno studente delle superiori, trama voluta con grande insistenza di Coleman, il quale desiderava che il suo personaggio fosse più vicino alla sua età e coinvolto in trame più sostanziali.

### Cancellazione
Il 24 marzo 1986 la serie è stata cancellata definitivamente e conclusa senza un preciso finale, dopo soli 19 episodi sulla ABC. È probabile che la decisione di sopprimerla dal palinsesto sia stata presa dopo la realizzazione dell'ultimo episodio della stagione. Secondo Todd Bridges, lo show non è andato avanti a causa di alcune trattative non andate a buon fine tra la rete e gli agenti di Gary Coleman, secondo quest'ultimo per gli scarsi ascolti registrati. Bain e Coleman hanno rivestito i panni dei loro vecchi personaggi in alcune scene dell'ultimo episodio di Willy, il principe di Bel-Air, andato in onda nel 1996, dieci anni dopo la cancellazione della sitcom. Con Arnold giunto al termine Coleman, Bridges e Plato hanno avuto difficoltà nell'ottenere altri ruoli. Tutti e tre hanno affrontato vari problemi legali. Bridges e Plato hanno avuto anche problemi di tossicodipendenza. Con la morte di Charlotte Rae nel 2018 Todd Bridges è attualmente l'ultimo membro superstite del cast originario.

## Spin-off

### L'albero delle mele
L'albero delle mele (The Facts of Life) è uno spin-off di Il mio amico Arnold con protagonista la prima governante dei Drummond, la signora Edna Garrett (Charlotte Rae), la quale ha accettato un lavoro come istitutrice per un dormitorio dell'Eastland School, la scuola frequentata da Kimberly. Nell'ultimo episodio della prima stagione, backdoor pilot per la nuova serie, Kimberly accompagna la signora Garrett alla sua scuola per farle cucire dei costumi. Appena arrivata, Edna incontra le ragazze del dormitorio e, dopo avere fatto un ottimo lavoro, le viene offerto il posto di istitutrice. La Garrett declina l'offerta in questo episodio ma avrà forse avuto dei ripensamenti in un secondo momento e avrà cambiato idea. Il cast di Arnold appare nel primo episodio dello spin-off. Qui il signor Drummond chiede alla signora Garrett di tornare a Manhattan ed Edna riferisce che riprenderà il suo vecchio lavoro non appena Eastland troverà una sostituta. I produttori hanno rassicurato Charlotte Rae che, in caso lo spin-off fosse stato cancellato, ella sarebbe potuta tornare tranquillamente nella serie originaria con lo stesso ruolo. La nuova serie, con la seconda stagione, è stata accolta molto bene dal pubblico tanto da durare nove stagioni e finire nel 1988, mentre Arnold chiuderà nel 1986. Il successo ha portato a diversi crossover tra le due sitcom negli anni seguenti.

### Almost American
Il ventesimo episodio della terza stagione è un backdoor pilot per una serie spin-off incentrata su un gruppo di studenti immigrati. L'episodio non è mai stato trasmesso in Italia e la serie mai realizzata.

## Crossover con altre serie

### L'albero delle mele
Con la nascita di L'albero delle mele e la partenza della signora Garrett, i membri della famiglia Drummond sono apparsi in alcuni episodi dello spin-off. Essi sono:
- 1x01 La scuola delle ragazze (La famiglia Drummond va a trovare la signora Garrett)
- 2x01 La nuova ragazza: Parte 1 (Arnold va a trovare la signora Garrett)
- 2x13 Comprato e venduto (Willis va a trovare la signora Garrett)

### Hello, Larry
In un episodio della prima stagione e in due della seconda, i Drummond interagiscono con la famiglia Alder, protagonista della serie Hello, Larry. I produttori, a causa degli scarsi ascolti, hanno voluto sfruttare il successo di Arnold per permettere a Hello, Larry di accrescere la sua popolarità. Nella serie viene detto che Philip e Larry erano stati compagni nell'Esercito e che l'azienda di Drummond ha comprato l'emittente radiofonica di Portland dove Larry lavora. Questi episodi in due parti non hanno avuto gli esiti sperati e lo show è stato cancellato nel 1980, alla fine della seconda stagione. La seconda parte dei crossover, trasmessa come episodi di Hello, Larry, è stata poi inserita nei DVD della serie. Essi sono:
- 1x21 Il viaggio: Parte 2
- 2x04 Lo show: Parte 2
- 2x12 Thanksgiving Crossover: Part 2

### Il mio amico Ricky
Nella serie Il mio amico Ricky (Silver Spoons) Arnold compare nell'episodio 1x07 The Great Computer Caper. Il signor Drummond viene soltanto menzionato.

### Storie incredibili
In Storie incredibili (Amazing Stories), nell'episodio 1x10 Il telecomando, Arnold e altri personaggi televisivi diventano reali grazie a un particolare telecomando.

### Willy, il principe di Bel-Air
In Willy, il principe di Bel-Air (The Fresh Prince of Bel-Air), il signor Drummond e Arnold, sempre interpretati da Bain e Coleman, compaiono brevemente come possibili acquirenti della casa degli zii di Willy nell'episodio 6x24 L'appartamento che non c'è: Parte 2, l'ultimo capitolo della serie. Arnold modifica per l'occasione il suo tormentone in "Che cavolo stai dicendo, Willy?". Willis viene soltanto menzionato.

## Sigla statunitense
La colonna sonora Diff'rent Strokes è stata composta da Al Burton, Gloria Loring e l'allora suo marito Alan Thicke, i quali comporranno anche la sigla dello spin-off L'albero delle mele, e cantata da Thicke. Le prime sette stagioni condividono lo stesso testo sia per la sigla iniziale sia per quella finale, leggermente abbreviata. L'ottava stagione adatta la vecchia sigla in chiave rock mentre quella finale adotta il sottofondo musicale dell'apertura.
| Sigla iniziale | Sigla finale |
| --- | --- |
| Now the world don't move to the beat of just one drum. What might be right for you may not be right for some. A man is born, he's a man of means. Then along come two, they got nothing but their jeans. But they got...diff'rent strokes it takes, diff'rent strokes It takes, diff'rent strokes to move the world. Everybody's got a special kind of story, Everybody finds a way to shine. We don't matter that you got not alot, so what? They'll have theirs and you'll have yours and I'll have mine And together we'll be fine.... cause it takes Diff'rent strokes to move the world. Yes it does, It takes, diff'rent strokes to move the world. | Now the world don't move to the beat of just one drum. What might be right for you may not be right for some. A man is born, he's a man of means. Then along come two, they got nothing but their jeans. But they got...diff'rent strokes it takes, diff'rent strokes It takes, diff'rent strokes to move the world. Yes it does, It takes, diff'rent strokes to move the world. |

## Ascolti e programmazione
| Stagione   | Periodo   | Giorno di messa in onda | Fascia oraria | Classifica ascolti |
| ---------- | --------- | ----------------------- | ------------- | ------------------ |
| Stagione 1 | 1978-1979 | Venerdì                 | 20:00         | #27 (19.9)         |
| Stagione 2 | 1979-1980 | Mercoledì               | 21:00         | #26 (20.3)         |
| Stagione 3 | 1980-1981 | Mercoledì               | 21:00         | #17 (20.7)         |
| Stagione 4 | 1981-1982 | Giovedì                 | 21:00         | #36 (13.5)         |
| Stagione 5 | 1982-1983 | Sabato                  | 20:00         | #32 (18.2)         |
| Stagione 6 | 1983-1984 | Sabato                  | 20:00         | #40 (9.8)          |
| Stagione 7 | 1984-1985 | Sabato                  | 20:00         | #43 (8.3)          |
| Stagione 8 | 1985-1986 | Venerdì                 | 21:00         | #75 (4.9)          |

## Edizione italiana

### Titolo
Le prime due stagioni e parte della terza sono state trasmesse in Italia con il titolo Harlem contro Manhattan. Il titolo Il mio amico Arnold, ridotto poi semplicemente in Arnold, è stato dato solo successivamente con il passaggio a Mediaset, con lo scopo di dare peso maggiore al personaggio interpretato da Coleman, sicuramente il più noto della serie e che aveva indirettamente portato il pubblico a ribattezzare lo show con il suo nome.

### Sigla
La sigla dal titolo Arnold, utilizzata durante la trasmissione sulle reti locali dal 1980 al 1982, è stata incisa da Nico Fidenco con il coro I nostri figli e si è rivelata essere un grande successo discografico. Il video della sigla italiana è ricavato dal video originale delle sigle dei rispettivi episodi con la sostituzione del titolo originale dal titolo italiano Harlem contro Manhattan sul medesimo sfondo del titolo originale. A partire dal 1982, è stata ripristinata la sigla originale su Canale 5, fatta esclusione per un breve periodo, tra novembre del 1983 e marzo del 1984, quando è stata temporaneamente sostituita da un brano inglese intitolato Shake Your Body, interpretato da Ljubomir Sedlar. Anche in tal caso sono state riprese le immagini della sigla iniziale originale, a eccezione dei periodi di trasmissione su Rete 4 e Italia 1 dalla fine degli anni novanta, per cui sono stati utilizzati collage di immagini di episodi diversi. Nei passaggi successivi su Fox Retro e K2 sono state ripristinate sia le immagini sia le sigle iniziali e finali originali, di nuovo con la sostituzione del titolo originale. Non sempre la sigla finale è stata trasmessa.

### Episodi inediti
In Italia risultano inediti i seguenti episodi:
- 2x11 Thanksgiving Crossover: Part 1
- 2x12 Thanksgiving Crossover: Part 2
- 3x04 Substitute Mother
- 3x16 Where There's Hope
- 3x18 Drummond's Fair Lady
- 3x20 Almost American
- 3x22 The Athlete
- 5x23 Romeo and Juliet
- 5x24 My Fair Larry

### Trasmissione televisiva
La serie debutta in Italia nell'anno 1980 su alcune emittenti private con le prime due stagioni e parte della terza. Gli stessi episodi e i restanti della terza vengono poi acquisiti da Fininvest, che ne riprende la trasmissione a partire dal 7 marzo 1982 prima su Canale 5 e contemporaneamente su Antenna Nord, di conseguenza su Italia 1, all'interno del contenitore Bim bum bam. Le stagioni successive fino all'ottava vengono trasmesse in prima visione alternativamente sulle due reti Fininvest. Viene periodicamente riproposta in replica su Italia 1, per un breve periodo negli anni '90 su Rete 4, nel 2007 su Boing, dal 2009 su Fox Retrò e tra il 2011 e il 2012 su K2, Frisbee e CanalOne all'interno di Seratissima e nel 2023 in streaming gratuito su Pluto TV.

## Edizione home video
Negli Stati Uniti, Sony Pictures Home Entertainment ha messo in commercio su DVD le prime due stagioni, rispettivamente nel 2004 e nel 2006. Durante il 2009, la Sony ha poi pubblicato Fan Favorites, una raccolta degli 8 episodi della seconda stagione più apprezzati dai telespettatori. Le restanti stagioni sono state rilasciate da Shout! Factory tra il 2012 e il 2018. Mill Creek Entertainment ha invece pubblicato la prima e la seconda stagione su DVD il 15 luglio 2014. In Italia è uscita solo la prima stagione nel corso del 2008. Nonostante fosse già stato trasmesso doppiato in tutti i passaggi televisivi precedenti, nei DVD italiani è stato inspiegabilmente passato in originale e sottotitolato l'episodio 1x24 Le compagne di scuola.

## Documentari
Sono stati realizzati due documentari non ufficiali sulla serie:
- nel 2000, la Fox ha trasmesso un film per la televisione della durata di un'ora, After Diff'rent Strokes: When the Laughter Stopped. Il film, interpretato da attori sconosciuti, si concentra sulla vita di Dana Plato dopo lo show fino alla sua morte. Todd Bridges interpreta uno spacciatore che vende droga alla sua giovane controparte fittizia.

- nel 2006, la NBC ha trasmesso il film per la televisione La vera storia di Arnold (Behind the Camera: The Unauthorized Story of Diff'rent Strokes). Il film racconta l'ascesa e il declino dei tre giovani attori inframmezzando la storia con interviste a Gary Coleman e Todd Bridges. Nel finale, i due vengono brevemente inquadrati in piedi vicino alla tomba di Dana Plato. In Italia è stato trasmesso su Canale 5 il 7 marzo 2007.[6]

## Riconoscimenti

### Young Artist Awards
- Miglior serie televisiva con attori giovani (1979) - Il mio amico Arnold - Nominato
- Miglior giovane comico (1979) - Gary Coleman - Vinto
- Miglior giovane attore in una serie televisiva (1979) - Gary Coleman - Nominato
- Miglior serie televisiva per il divertimento in famiglia (1980) - Il mio amico Arnold - Nominato
- Miglior giovane attore in una serie televisiva (1980) - Gary Coleman - Nominato
- Miglior giovane attrice in una serie televisiva (1980) - Dana Plato - Nominata
- Miglior serie televisiva per il divertimento in famiglia (1981) - Il mio amico Arnold - Nominato
- Miglior giovane comico (1981) - Gary Coleman - Nominato
- Miglior giovane attore in una serie comedy (1982) - Gary Coleman - Vinto
- Miglior giovane attore in una serie comedy (1982) - Todd Bridges - Nominato
- Miglior giovane guest star in una serie televisiva (1982) - Shavar Ross - Nominato
- Miglior giovane attore in una serie comedy (1983) - Gary Coleman - Nominato
- Miglior giovane attore in una serie comedy (1983) - Todd Bridges - Nominato
- Miglior giovane attrice in una serie comedy (1983) - Dana Plato - Nominata
- Miglior giovane attore in una serie comedy (1983) - Shavar Ross - Nominato
- Miglior giovane guest star in una serie comedy (1983) - Andre Fox - Nominata
- Miglior giovane attore non protagonista in una serie comedy (1984) - Danny Cooksey - Nominato
- Miglior giovane attore protagonista in una serie televisiva (1985) - Danny Cooksey - Nominato
- Miglior giovane guest star in una serie televisiva (1985) - Donald Thompson - Nominato
- Miglior performance di un giovane attore protagonista di una serie comedy (1986) - Danny Cooksey - Nominato
- Miglior performance di un giovane guest star in una serie televisiva (1986) - Bobby Jacoby - Nominato
- Miglior performance di un giovane attore in una serie televisiva longeva (1986) - Jason Hervey - Nominato

### NAACP Image Awards
- Miglior serie comedy (1979) - Il mio amico Arnold - Nominato
- Miglior attore in una serie comedy (1979) - Gary Coleman - Nominato
- Miglior attore in una serie comedy (1979) - Todd Bridges - Nominato
- Miglior sceneggiatura di una serie comedy (1983) - Il mio amico Arnold (episodio 5x09 Ricordi) - Nominato

### People's Choice Awards
- Giovane attore preferito (1980) - Gary Coleman - Vinto
- Giovane attore preferito (1981) - Gary Coleman - Vinto
- Giovane attore preferito (1982) - Gary Coleman - Vinto
- Giovane attore preferito (1983) - Gary Coleman - Vinto

### Humanitas Prize
- Miglior sceneggiatura per un episodio di 30 minuti (1983) - Blake Hunter (episodio 5x17 L'uomo delle biciclette: Parte 2) - Nominato

### TV Land Awards
- Papà single dell'anno (2003) - Conrad Bain - Nominato
- Miglior relazione animale-essere umano (2003) - Gary Coleman - Nominato
- Miglior guest star femminile in una comedy nel ruolo di sé stessa (2003) - Nancy Reagan - Nominata
- Miglior tormentone televisivo (2003) - "Che cavolo stai dicendo, Willis?" - Nominato
- Famiglia non tradizionale per antonomasia (2003) - Famiglia Drummond - Nominata
- Famiglia non tradizionale per antonomasia (2004) - Famiglia Drummond - Nominato
- Miglior tormentone televisivo (2005) - "Che cavolo stai dicendo, Willis?" - Nominato
- Miglior decorazione del set (2005) - Casa Drummond - Nominata
- Miglior cameo (2007) - Nancy Reagan - Nominata